# Eduard Wolf
Eduard Wolf (* 27. November 1885 in Bielefeld; † 24. November 1961 in Gütersloh) war ein deutscher Unternehmer.

## Leben
Wolf war kaufmännischer Leiter der Gustav Wolf Seil- und Drahtwerke GmbH & Co. in Gütersloh. Unter seiner Führung wurde das Unternehmen einer der bedeutendsten Drahtseilhersteller in Europa. Er war Vorsitzender verschiedener Wirtschaftsverbände, so ab 1928 Vorsitzender der Europäischen Drahtseilkonvention. Ab 1945 gehörte er dem Vorstand der neugegründeten Drahtseil-Vereinigung an. Zudem engagierte er sich auf lokaler Ebene in mehreren Vereinen, so als Vorstandsmitglied des Vereins „Parkbad Gütersloh“.
1953 wurde er mit dem Großen Verdienstkreuz der Bundesrepublik Deutschland ausgezeichnet. Für die Förderung des Ansehens der Stadt wurde er 1960 zum Ehrenbürger von Gütersloh ernannt.